# パスンダン国

パスンダン国
Negara Pasundan

1948年頃のインドネシアの地図、ジャワ島西部のWest Javaがパスンダン国の位置

パスンダン国（Pasundan）は、インドネシア連邦共和国の構成国の一つ。ジャワ島の西部、スンダ人が住む地域（スンダ地方）で建国された。首都はバンドン、人口は3,300万人。

## 建国
1947年5月4日、パスンダン共和国の成立が宣言された。これはこの国の首都、バンドンでパスンダン国民党が党員を集め、ジャワとは違う独立を図ったからである。だがこの独立運動は宗主国であったオランダは承認しなかった。しかしオランダが方針を変え、1948年2月26日に西ジャワ国として成立した。4月24日にパスンダン国に改称した。そして1949年にインドネシア連邦共和国が成立すると、その構成国となった。

## 消滅
だがこの国はオランダの傀儡国家であった。そのため、イスラム勢力の武装組織や共和国時代に住民達が結成した共和国国軍、オランダ領時代の兵士達の人民防衛軍などとオランダとの衝突が度々と起こった。そして1950年1月に人民防衛軍がクーデターを起こすと、2月10日スカルノはパスンダンの首相など政府関係者を逮捕し、インドネシア共和国の行政下に入れた。3月11日、インドネシア共和国に編入されて消滅した。